# Marisol Ayuso Domínguez
Marisol Ayuso Domínguez (Madrid, 19 de maig de 1943), és una actriu espanyola de teatre, cinema i televisió. Filla de l’actor Pedro Pablo Ayuso i de l’aristòcrata Soledad Domínguez y Giraldes, va iniciar-se com a ballarina abans de dedicar-se a la interpretació teatral, cinematogràfica i televisiva. Al teatre ha participat en nombroses obres, com La barca sin pescador i Los verdes campos del Edén. Al cinema va debutar el 1960 amb Aventuras de Don Quijote i ha actuat en pel·lícules com ¡Cómo está el servicio! i La hora de los valientes. A la televisió, ha intervingut en sèries com Hostal Royal Manzanares i Policías, en el corazón de la calle. Va assolir gran popularitat pel seu paper d’Eugenia a la sèrie Aída (2005–2014).

## Filmografia

### Cinema
| - Aventuras de Don Quijote. (1960) - Cariño mío (1961) - Todos eran culpables (1962) - Vampiresas 1930 (1962) - El pecador y la bruja (1964) - Operación cabaretera (1967) - Una bruja sin escoba (1967) - ¡Cómo está el servicio! (1968) - Objetivo: bi-ki-ni (1968) - Llaman de Jamaica, Mr. Ward (1968) - Verano 70 (1969) - Cuatro noches de boda (1969) | - Mi marido y sus complejos(1969) - La tonta del bote (1970) - Yo soy una bellaca (1970) - Aunque la hormona se vista de seda... (1971) - Siete minutos para morir (1971) - Lo verde empieza en los Pirineos (1973) - Cómo matar a papá... sin hacerle daño (1975) - Ésta que lo es... (1977) - Loca por el circo (1982) - Esto es un atraco (1987) - Desmadre matrimonial (1987) - La hora de los valientes (1998) |

### Televisió
| - Gran Teatro (1961) - Mañana puede ser verdad (1 episodi, 1964) - 30 grados a la sombra (1 episodi, 1964) - Las doce caras de Juan (1 episodi, 1967) - Estudio 1 (1968-1973) - La risa española (1969) - Tarde de teatro (1986) - Novela (1970) - Telecomedia (1 episodi, 1979) | - Que usted lo mate bien (2 episodis, 1979) - Fin de año con Lina Morgan (1992) - Celeste... no es un color (1993) - Hostal Royal Manzanares (10 episodis, 1996-1998) - Policías, en el corazón de la calle (1 episodi, 2002) - ¿Se puede? (1 episodi, 2004) - Don Juan en Alcalá 2005 (2005) - Aída (2005-2014) |

### Teatre
| - Boeing boeing (1962) - La corbata (1963) - La tetera (1965) - La llave en el desván (1967) - Atrapar a un asesino (1968) - El alma se serena (1968) - Por lo menos tres (1969) - Amor dañino o la víctima de sus virtudes (1969) - Llama un inspector (1972) - El lindo Don Diego (1972) - El seductor (1973) - Los viernes a las seis (1977) - Compañero te doy (1978) - Barba Azul y sus mujeres (1980) | - Los misterios de la carne (1980) - La vieja señorita del paraíso (1981) - La movida (1983) - La barca sin pescador (1984) - Celeste no es un color (1991) - Las de Caín (1993) - Es mi hombre (1994) - Cuando el gato no está (1996) - Trampa mortal (1999) - Las entretenidas (2002) - El cianuro ¿sólo o con leche? (2003) - Los verdes campos del Edén (2004) - Don Juan Tenorio (2005) - La venganza de la Petra (2006) |